# Culicoides saevanicus
Culicoides saevanicus är en tvåvingeart som beskrevs av Dzhafarov 1960. Culicoides saevanicus ingår i släktet Culicoides och familjen svidknott. Inga underarter finns listade i Catalogue of Life.